# Nikola Jurčević
Nikola Jurčević (Zagreb, 14. rujna 1966.) hrvatski je nogometni trener i bivši nogometaš. Trenutačno je bez kluba.

## Igračka karijera

### Klupska karijera
Nogomet je počeo igrati u zagrebačkome Dinamu u kojemu je prošao sve dobne uzraste, potom je u seniorskoj momčadi odigrao ukupno 45 utakmica i postigao 8 pogodaka. Igrao je na položaju napadača u zagrebačkome Dinamu, Salzburgu i Freiburgu. Sa Salzburgom je igrao u završnici Kup UEFA, 1994. godine.

### Reprezentativna karijera
Prvi puta za hrvatsku nogometnu reprezentaciju nastupio je 1990. godine u Zagrebu protiv Rumunjske (2:0), a posljednji put 1996. godine u Casablanci protiv Maroka (7:6, nakon izvođenja jedanaesteraca). Nastupao je za hrvatsku nogometnu reprezentaciju 1996. godine na Europskom prvenstvu u Engleskoj. Nije bio pozvan u reprezentaciju za Svjetsko prvenstvo u nogometu u Francuskoj 1998. godine.

## Trenerska karijera
Poslije karijere nogometaša, postao je nogometni trener. Počeo je kao pomoćnik prvoga trenera u NK Zagreb, a samostalno vodio je NK Zagreb u sezoni 2001./02. NK Zagreba je odveo u Ligu za prvaka 1. HNL. Godinu dana nakon toga osvojio je Kup sa zagrebačkim Dinamom i 2. mjesto u prvenstvu, te plasman u 3. pretkolo Lige prvaka. Poslije toga trenirao je i austrijski Salzburg te koprivnički Slaven Belupo, a nakon toga bio je u stručnom stožeru izbornika Slavena Bilića. Nakon EURA 2012. godine postao je pomoćnik Slavenu Biliću u FK-u Lokomotiv iz Moskve u kojem se zadržao tek jednu sezonu da bi nakon te avanture ponovo s Bilićem preuzeo turski Beşiktaş JK. Od 2015. do 2017. godine radio je kao pomoćni trener Slavenu Biliću u West Ham Unitedu. Dana 12. ožujka 2018. godine postao je trener zagrebačkoga Dinama, no 15. svibnja je smijenjen.11. veljače 2019. godine, postaje izbornikom Azerbajdžana, postavši drugim Hrvatom na klupi Azerbajdžana poslije Roberta Prosinečkog (2014. – 2017.).

## Priznanja

### Igrač

#### Individualna
- Austrijska Bundesliga: Najbolji strijelac u sezoni 1993./94., zajedno s Heimom Pfeifenbergerom (14. pogodaka).[4]

#### Klupska
SV Austria Salzburg
- Austrijska Bundesliga (2): 1993./94., 1994./95.

### Trener
Dinamo Zagreb
- Hrvatski nogometni superkup (1): 2003.
- Hrvatski nogometni kup (1): 2004.

## Vanjske poveznice
- Nikola Jurčević, na worldfootball.net (engl.)